# Euchromius galapagosalis
Euchromius galapagosalis là một loài bướm đêm trong họ Crambidae.